# 雅富顿 (怀俄明州)
雅富顿（英語：Afton）是美国怀俄明州林肯县下属的一座城鎮。该鎮的人口在2000年为1,818人，2010年有1,911，2011年则估计有1,906人。